# Necroză

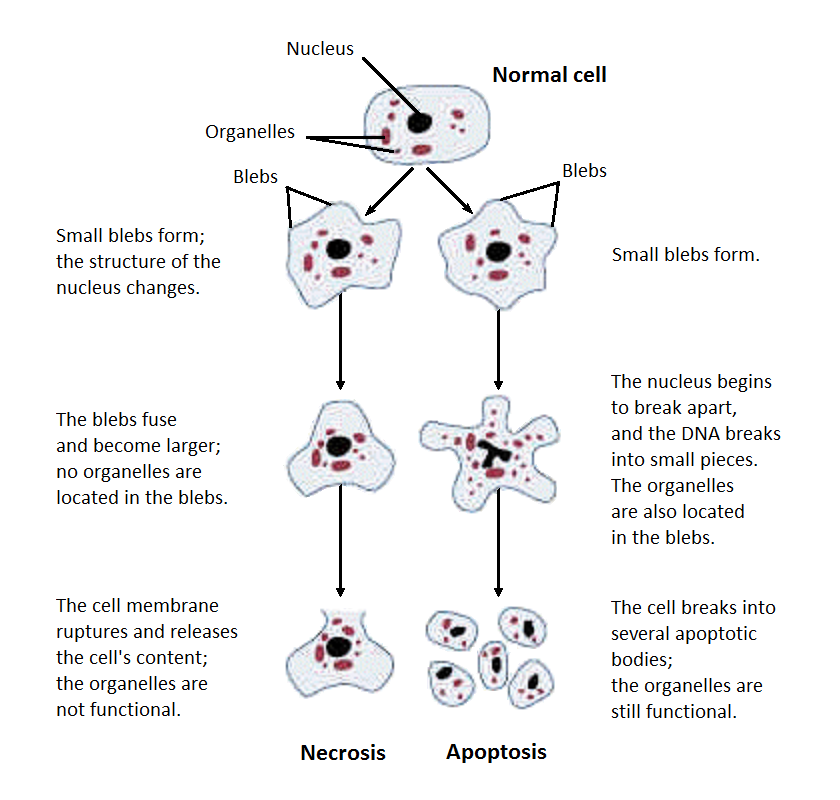
Principalele modificări structurale pe care le suferă celulele în cazul necrozei și al apoptozei

Necroza (din greacă veche: νέκρωσις, nékrōsis, „moarte”) este moartea unei celule din cadrul unui țesut viu, în urma unui proces de autoliză. Necroza poate fi indusă ca urmare a unor factori externi, precum este o infecție, un traumatism sau prezența unor toxine, care duc la digestia neregulată a componentelor celulare. În contrast, apoptoza este un proces fiziologic de moarte celulară programată, cu efecte benefice asupra organismului, iar necroza nu este benefică și aproape de fiecare date poate fi fatală.
Moartea celulară cauzată de necroză diferă de moartea celulară programată prin faptul că are loc pierderea integrității membranei celulare și o eliberare masivă și necontrolată a produșilor de moarte celulară în spațiul extracelular.